# Landesverband Soziokultur & Kulturelle Bildung RLP
Der Landesverband Soziokultur & Kulturelle Bildung RLP ist ein eingetragener, gemeinnütziger Verein, der als Dachverband die Interessen kleiner Kunst- und Kulturbetriebe in Rheinland-Pfalz vertritt. Die Verbandsarbeit gehört die kulturpolitische Diskussion auf Landesebene und die Vernetzung und Hilfestellung der Mitglieder untereinander.

## Geschichte
Mit der Landtagswahl 1991 nahm erstmals eine SPD geführte Landesregierung die Leitung des Landes in die Hand. Die Folge war ein Umdenken und verstärktes Fördern der freien Kulturszene, nicht zuletzt dadurch, dass die Ministerin für Bildung und Kultur, Frau Rose Götte der freien Kulturszene sehr offen gegenüberstand. In diese Umbruchphase hinein gründete sich zum 1. Oktober 1992 " die Landesarbeitsgemeinschaft Soziokultur und Kulturpädagogik Rheinland-Pfalz e. V. als Interessenverbindung mehrerer kleiner soziokulturellen Zentren. Ziel war es, eine Interessenvertretung im Land zu schaffen, die auf politischer Ebene zum Wohl der Kultur in Rheinland-Pfalz Einfluss nehmen kann. Im Jahr 1993 folgte dann die Gründung des Kulturbüros Rheinland-Pfalz, dass als Geschäftsstelle und Dienster der damaligen Landesarbeitsgemeinschaft die Vertretung nach außen übernahm.  Seit 2007 ist der Landesverband, der zu dem Zeitpunkt noch als Landesarbeitsgemeinschaft firmierte, anerkannter Träger des Freiwilligen Sozialen Jahres an rheinland-pfälzischen Ganztagsschulen. In dieser Funktion wurde im Jahr 2022 mit dem Ministerium für Bildung ein Rahmenvereinbarung über Projektleistungen der Mitglieder der Landesarbeitsgemeinschaft an Ganztagsschulen geschlossen. Seit dem November 2023 arbeitet die Landesarbeitsgemeinschaft Soziokultur & Kulturpädagogik unter dem neuen Namen Landesverband Soziokultur & Kulturelle Bildung RLP e.V.

## Name
Die Ursprüngliche Bezeichnung der LAG beschränkte sich zunächst auf die Soziokultur, da hier Anfang der 1990er Jahre der größte Umbruch in Rheinland-Pfalz stattfand. Erst im Jahr 2002 wurde der Titel des Vereins um den Begriff Kulturpädagogik erweitert „und damit ein neuer Schwerpunkt in ihrer Verbandsarbeit gesetzt.“ Das Aufgabenspektrum hat sich mittlerweile weit über eine reine Interessenvertretung hinaus entwickelt, die zum Großteil durch das Kulturbüro Rheinland-Pfalz, das als Geschäftsstelle der LAG gegründet wurde und angelegt ist, übernommen.

## Organisation
Derzeit sind 34 kleine Kunst- und Kulturbetriebe aus Rheinland-Pfalz in der LAG als Dachverband organisiert, um gemeinsame Interessen auf politischer Ebene durchzusetzen. Die LAG Soziokultur & Kulturpädagogik Rheinland-Pfalz e.V. ist wiederum Mitglied in der Bundesvereinigung Soziokultureller Zentren, im Bundesverband der Jugendkunstschulen und kulturpädagogischen Einrichtungen e.V. (BJKE), in der Bundesvereinigung Kulturelle Kinder- und Jugendbildung, in der LAG anderes lernen e.V. sowie in der Kulturpolitischen Gesellschaft.
Die Geschäftsstelle der LAG ist das Kulturbüro Rheinland-Pfalz

### Mitgliederliste (Auswahl)
- Arbeitsgemeinschaft Burg Waldeck e. V. Dorweiler/Hunsrück
- Haus am Westbahnhof Landau
- Jugendkulturzentrum Lahnstein
- KREML Kulturhaus Zollhaus/Hahnstätten
- Kulturfabrik Koblenz
- Kulturhaus Pablo e. V. Speyer
- Kulturverein 3-2-1 e.V. Ludwigshafen
- Kunstwerkstatt Bad Kreuznach e. V.
- Tuchfabrik Trier